# Виндрей (Мордовия)
Виндре́й — село в Торбеевском районе Республики Мордовия, (ранее Спасского уезда Тамбовской губернии), административный центр Виндрейского сельского поселения.
Расположено на реке Виндрей в 27 км от Торбеево.
Первые сведения о селе относятся к XVIII веку, оно упоминается под названием «Виндрейский завод».
Население 344 чел. (2017), в основном русские.
Расположено на реке Виндрей, в 27 км от районного центра и железнодорожной станции Торбеево. Окружён лесом. Первые сведения относятся к 18 в., когда здесь был Виндрейский завод. В «Списке населённых мест Тамбовской губернии» (1862) «Виндрейский завод» — село горно-владельческое с 265 дворами (2554 чел.), 2 церквами и 9 дегтярными заводами. С 1930 по 1939 год Виндрей имел статус рабочего посёлка.
В современном селе — Виндрейское и Леплейское лесничества. Продукцию Виндрейского лесокомбината (доски, тёс, горбыль, штакетник и т. д.) отправляют в южные регионы России. В инфраструктуре села — основная (9 кл.) школа, Дом культуры, библиотека, продовольственный, промышленный и книжный магазины, столовая, пекарня; памятник воинам-землякам, павшим в годы Великой Отечественной войны. Виндрей — родина маршала С. Ф. Ахромеева. Близ Виндрея — стоянка каменного века и Виндрейское городище.

## Население
| 2002 | 2010 | 2012 | 2013 | 2014 | 2015 | 2016 |
| ---- | ---- | ---- | ---- | ---- | ---- | ---- |
| 512  | ↘444 | ↘413 | ↘407 | ↘377 | ↘365 | ↘352 |
| 2017 | 2018 | 2019 | 2020 | 2021 |      |      |
| ↘344 | ↘341 | ↘336 | ↗337 | ↘321 |      |      |

## Известные уроженцы
Ахромеев Сергей Фёдорович (1923—1991) — советский военачальник, Маршал Советского Союза. Герой Советского Союза.

## Источник
- Энциклопедия Мордовия, В. П. Лузгин.